# Gråbröstad timalia
Gråbröstad timalia (Malacopteron albogulare) är en fågel i familjen marktimalior inom ordningen tättingar.

## Utseende
Gråbröstad timalia är en liten (14,5–16 cm) och rätt oansenlig, flugsnapparlik timalia. Huvudet är mörkgrått, med vit strupe och vitt ögonbrynsstreck och en liten svartgrå näbb. Umdersidan är vit med ett ljusgrått bröstband och rostfärgade flanker. Stjärten är relativt kort. 

## Utbredning och systematik
Gråbröstad timalia behandlas antingen som monotypisk eller delas in i två underarter:
- Malacopteron albogulare albogulare – förekommer på Malackahalvön, nordöstra Sumatra, Batu-öarna och Linggaöarna
- Malacopteron albogulare moultoni – förekommer på nordvästra Borneo

## Levnadssätt
Gråbröstad timalia hittas i undervegetation i städsegrön lövskog, men också i sumpigare områden och i lätt avverkad skog. Den ses vanligen enstaka eller i par, ej i artblandade flockar, födosökande nära marken efter insekter. Arten häckar juli–augusti på Sumatra, maj–juni på Borneo.

## Status
Gråbröstad timalia tros minska relativt kraftigt i antal på grund av habitatförstörelse. Internationella naturvårdsunionen IUCN listar därför arten som nära hotad.